# Parafia Wszystkich Świętych w Sierotach
Parafia Wszystkich Świętych w Sierotach należy do diecezji gliwickiej (dekanat Toszek).

## O parafii
Parafia liczy około 1500  parafian. Powstała na początku XIII wieku, a wzmiankowana jest w dokumencie z 1299 roku. Z kroniki parafialnej wynika, że Sieroty zawsze były samodzielną parafią.
Miejscowości:
- Sieroty,
- Zacharzowice,
- Pniów,
- Łączki (Wilkowiczki),
- Srocza Góra,
- Chwoszcz,
- Paczyna (ul. Pniowska)

Kaplice na terenie parafii:
- Sieroty: św. Jana Nepomucena, grota Lurdzka;
- Pniów: św. Jana Nepomucena, grobowa rodziny Groelingów;
- Zacharzowice: Matki Boskiej.

W okolicy jest także kilkanaście przydrożnych krzyży.

## Bibliografia

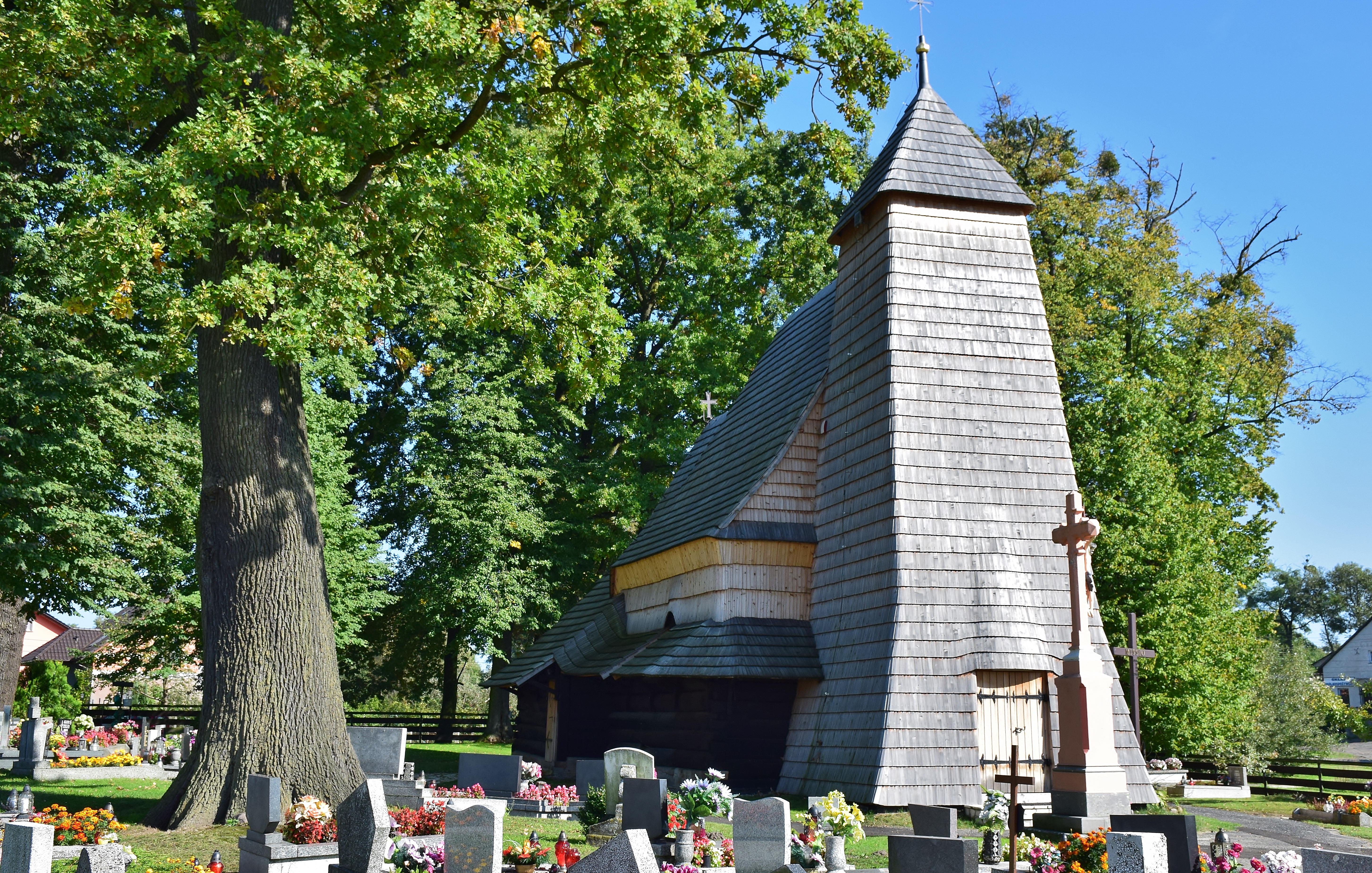
Kościół w Zacharzowicach

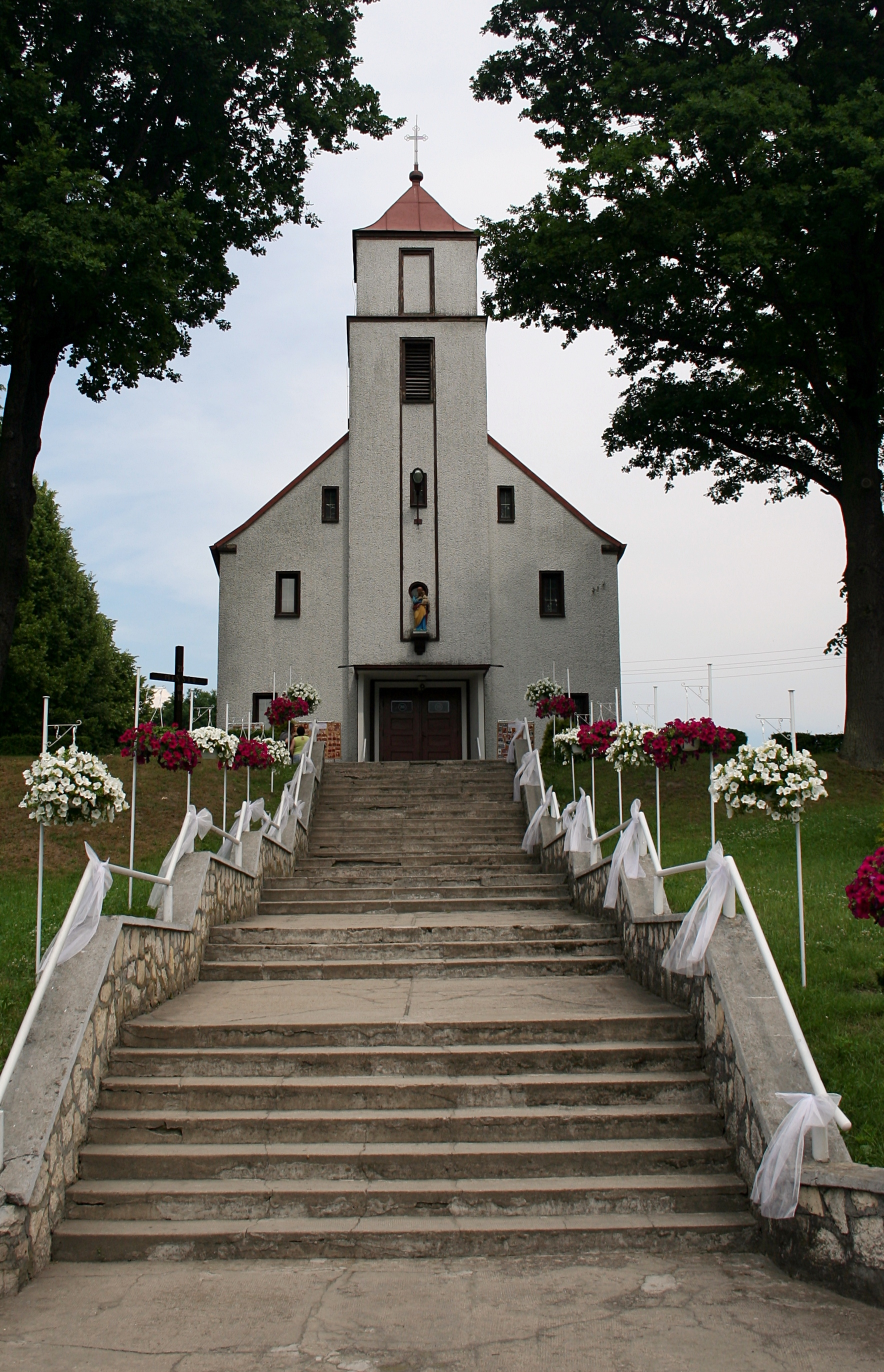
Kościół w Pniowie